# Sicherheitskopie
Mit Sicherheitskopie bezeichnet man die Kopie einer älteren Version einer Datei oder eines Dokuments, die viele Anwendungsprogramme automatisch erstellen, wenn man seine Arbeit speichert.
Sicherheitskopien zeichnen sich häufig durch spezielle Dateierweiterungen wie z. B. BAK aus, die teils an den originalen Dateinamen mit Endung angehängt werden, teils die Originalendung ersetzen. Der Zweck dieser Sicherheitskopien besteht darin, Datenverlust durch versehentliches Speichern zu verhindern. Das recht simple Verfahren kann als eine minimalistische Variante der Versionierung angesehen werden.
Manche Anwendungen erlauben es dem Benutzer, die Endung oder den Ort der Ablage selbst zu bestimmen oder die Erzeugung von Sicherheitskopien ganz abzuschalten.

## Technische Hintergründe
In der Programmierung von Anwendungen ist es üblicherweise notwendig, eine recht komplexe Struktur eines Dokuments in einer Datei abzulegen, dabei kann es durch Softwarefehler dazu kommen, dass die Generierung einer Datei misslingt. Auch für diese Fälle ist eine Sicherheitskopie nützlich.
Für einfach strukturierte Dokumente ist es üblich, nach der Umbenennung der Ausgangsdatei die Zieldatei direkt unter dem Originalnamen abzulegen; bei komplexeren Dokumenten wird zunächst temporär eine Ausgabe erzeugt, die – falls erfolgreich abgeschlossen – in den originalen Dateinamen umbenannt wird, nachdem eine Kopie der Ausgangsdatei unter einem leicht abweichenden Namen als Sicherheitskopie abgelegt wurde.

## Typische Bezeichnungsverfahren
Traditionell (z. B. im Falle von Turbo Pascal oder Turbo C) wurde die Endung der Originaldatei durch die Endung bak oder old ersetzt. Dies verursachte mitunter Schwierigkeiten, denn sobald Benennungskonventionen bestehen wie im Falle von Übersetzungseinheiten von C- oder C++-Dateien, wo Paarigkeit von Dateien normal ist, zerstört eine Ersetzung auf längere Sicht unweigerlich die Inhalte einer der beiden Dateien. Verbreitet ist inzwischen das Anhängen von Endungen (wie im Beispiel von WinMerge) oder die Ablage unter dem Originalnamen an für Sicherheitskopien vorgegebenen Orten (z. B. im Falle des Editors CONText).